# Horváth Tivadar (jogász)
Horváth Tivadar (Győr, 1956. december 16. –) magyar jogász, politikus, országgyűlési képviselő.

## Életpályája

### Iskolái
Az általános iskolát Győrságon végezte el. 1975-ben érettségizett a Pannonhalmi Bencés Gimnáziumban. 1976–1981 között az Eötvös Loránd Tudományegyetem Jogtudományi Karának hallgatója volt. 1985-ben jogi szakvizsgát tett.

### Pályafutása
1975–1976 között Kalocsán teljesítette sorkatonai szolgálatát. 1981-ben az Észak-dunántúli Vízügyi Igazgatóságon dolgozott. 1981–1983 között a Balatonfüredi Városi Tanács titkársági osztályán jogi előadóként tevékenykedett. 1983–1990 között a Kapuvári Városi Tanács igazgatási, majd hatósági osztályvezetője volt.

### Politikai pályafutása
1990–1991 között az Önkormányzati, közigazgatási, belbiztonsági és rendőrségi bizottság tagja volt. 1990–1994 között országgyűlési képviselő volt (Kapuvár; 1990–1991: SZDSZ; 1991–1994: KDNP). 1991–1994 között az Alkotmányügyi, törvényelőkészítő és igazságügyi bizottság tagja volt. 1992–1994 között az Európai Közösségi Ügyek Bizottságának tagja volt. 1993–1994 között A Dunai Vízlépcső-rendszer kérdéseivel foglalkozó ideiglenes bizottság tagja volt.

## Családja
Szülei: Horváth László és Tolnai Aranka. 1981-ben házasságot kötött Csoma Évával. Két gyermekük született: Gellért (1982) és Annamária (1992).